# Limetz-Villez
Limetz-Villez település Franciaországban, Yvelines megyében. Lakosainak száma 2067 fő (2022. január 1.). Limetz-Villez Giverny, Sainte-Geneviève-lès-Gasny, Bennecourt, Gommecourt és Notre-Dame-de-la-Mer községekkel határos.

## Népesség
A település népességének változása:
| Lakosok száma | 1934 | 1938 | 1972 | 1942 | 1936 | 1937 | 1972 | 2025 | 2067 |
|               | 2013 | 2015 | 2016 | 2017 | 2018 | 2019 | 2020 | 2021 | 2022 |